# António Moutinho
António Moutinho (Granja, Águas Santas, Maia, 17 de dezembro de 1862 - Portalegre, 18 de maio de 1915) foi um prelado português da Igreja Católica, bispo-prelado de Moçambique e bispo de Santiago de Cabo Verde e, por fim, de Portalegre.

## Biografia

### Presbiterado
Nasceu na Granja, na freguesia de Águas Santas na região do Porto. Estudou no Seminário Maior do Porto, sendo feito diácono em 2 de agosto e, em 19 de setembro de 1885, foi ordenado padre. Então foi estudar teologia na Universidade de Coimbra, onde se formou em 1891.
Neste mesmo ano, se tornou pároco de Vila Nova de Gaia e no ano seguinte, também era nomeado professor do Seminário Maior do Porto. Ainda foi examinador sinodal, vigário de Feira e vogal da junta de repartição das côngruas.

### Bispo-prelado de Moçambique

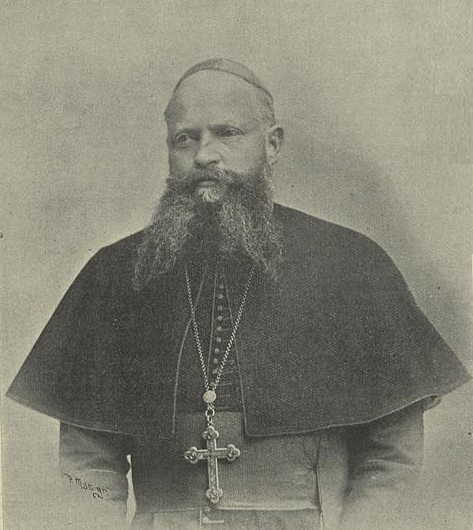
Dom Moutinho quando era prelado de Moçambique.

Por decreto de 7 de março de 1901, foi apresentado como bispo-prelado de Moçambique, sendo confirmado pelo Papa Leão XIII em 21 de agosto como bispo-titular de Argos e consagrado em 6 de janeiro de 1902 na Sé do Porto por Dom António Barroso, bispo do Porto, coadjuvado por Dom Manuel Vieira de Matos, arcebispo-auxiliar de Lisboa e por Dom António Aires de Gouveia, bispo-titular de Betsaida e par do reino.
Em Moçambique, realizou diversas visitas pastorais às missões no território, entre as quais em Gaza, Chibuto e Zambézia, onde recebeu a notícia de morte do Papa Leão XIII, em que realizou as suas exéquias e a missa de ação de graças pela eleição do Papa Pio X. Em Beira, erigiu o Instituto Pio X, colégio exclusivo para meninas. Ainda proveu a Escola de Artes e Ofícios de Lourenço Marques com uma tipografia, onde depois mandou imprimir a catequese em língua macua e realizou a primeira comunhão de 600 crianças numa única cerimônia.

### Bispo de Santiago de Cabo Verde

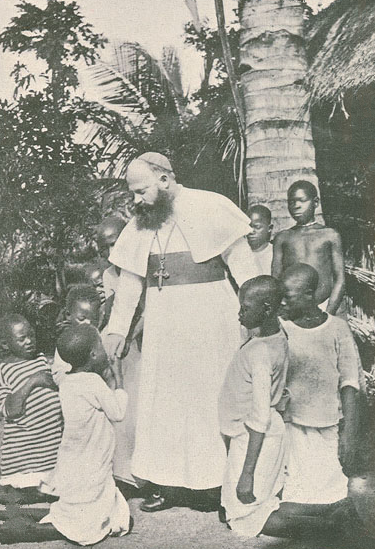
Dom Moutinho em visita à Guiné, quando era bispo de Santiago de Cabo Verde.

Em 14 de novembro de 1904, foi transferido para a Diocese de Santiago de Cabo Verde, mas durante a viagem, em abril de 1905, ficou doente e foi para Portugal, tratar-se. Por fim, chegou na Ilha de São Nicolau em 1 de abril de 1906 e fez sua entrada solene na Sé em 5 de abril.
Assim como em Moçambique, visitou as missões da jurisdição, não apenas no arquipélago, mas também na Guiné e realizou diversas obras para a melhoria educacional da Diocese, como com a criação do Instituto Dom Manuel II no concelho de Santa Catarina.

### Bispo de Portalegre
Foi transferido para a Diocese de Portalegre em 29 de abril de 1909, onde fez sua entrada solene em 13 de abril de 1910.
Enfrentou dificuldades de relacionamento com o novo regime político no país, em especial por conta da Lei da Separação do Estado das Igrejas. Em julho de 1911, foi detido por usar vestes talares, prisão que se repetiu em agosto. Com a escalada de violência, além da nacionalização dos bens eclesiásticos, foi desterrado de Portalegre e chegou a se mudar para Salamanca, mas voltou em 1914.
Como Bispo de Portalegre, foi o principal consagrante do seu sucessor em Santiago de Cabo Verde, Dom José Alves Martins, em 1910. Ainda, foi co-sagrante dos prelados António Manuel Pereira Ribeiro, José Alves Mattoso, Manuel Luís Coelho da Silva e Manuel Damasceno da Costa, todos consagrados bispo em 1915.
Morreu em 18 de maio de 1915, em Portalegre.